# L'Élixir d'Elmer
L'Élixir d'Elmer, ou Un lapin récalcitrant (Hare Remover), est un cartoon réalisé par Frank Tashlin en 1945.
Il met en scène Bugs Bunny et Elmer Fudd.

## Synopsis
Elmer, dans un laboratoire, essaye d'inventer une potion qui vise à transformer un caractère doux en un caractère démoniaque. Sa potion vire d'abord au rouge, puis au jaune, au bleu, à l'écossais, au points jaunes sur fond violet, au carreaux d'échecs et enfin au sucre d'orge avant d'exploser. Il expérimente sur un chien qui s'enfuit et mange de l'herbe afin d'apaiser le goût. Il décide d'aller capturer Bugs, mais devant un piège si rudimentaire, Bugs se livre volontairement au chasseur cinglé. Il expérimente sur Bugs mais cela échoue, le lapin fait boire à Elmer une potion qui le fait virer au rouge, puis au jaune, etc. (C'est la potion du début). Le scientifique devient stupide et Bugs commence à mettre des panneaux rébus. Elmer perd son chapeau qui est récupéré par un ours, Bugs le prend pour Elmer et lui donne un antidote. L'ours furieux est pris à son tour par Elmer pour Bugs lorsqu'il mange une carotte, il se fait poursuivre par l'ours lorsqu'il voit que Bugs est accoudé à la fenêtre. Le cartoon se clôt lorsque Bugs imite l'ours et ce dernier met des panneaux rébus.